# Éthiopiens (peuple)
Pour les articles homonymes, voir Éthiopiens.

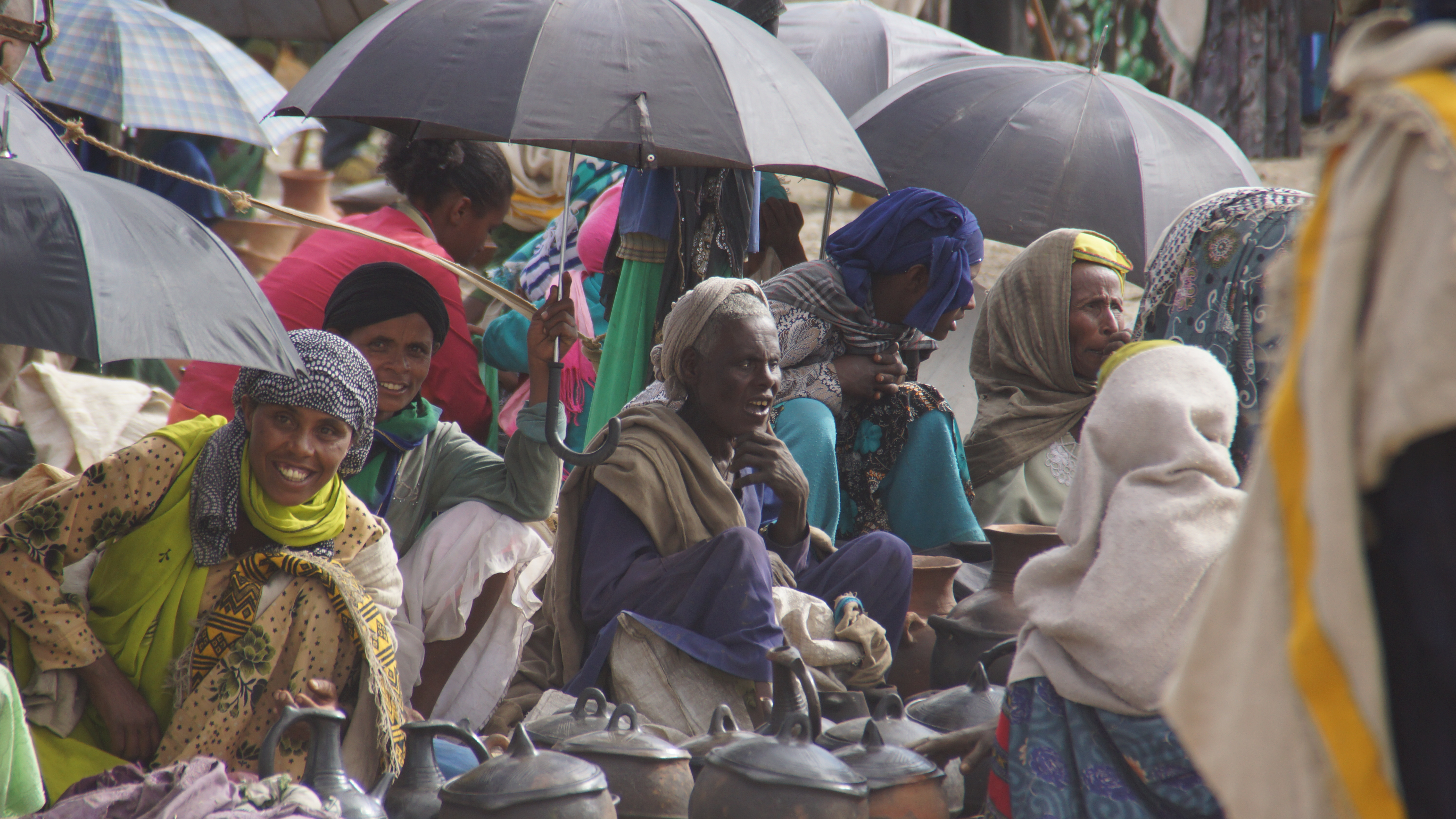
Éthiopiens

Les Éthiopiens et Éthiopiennes sont l'ensemble des personnes jouissant individuellement de la nationalité éthiopienne.

## Principaux groupes ethniques
- Oromos 34.4%
- Amharas 27.0%
- Somali 6.2%
- Tigrés 6.1%
- Sidamas 4.0%
- Gouragués 2.5%
- Welaytas 2.3%
- Hadiya 1.7%
- Afars 1.7%
- Gamo 1.5%
- Autres 12.6%[1],[2].